# Sheperd Doeleman
Sheperd S. Doeleman, mais conhecido como Shep Doeleman (Leuven, Bélgica, 1967), é um radioastrônomo estadunidense. É desde 2017 diretor do Event Horizon Telescope (EHT).
Recebeu com sua equipe o Prêmio Bruno Rossi de 2020. Recebeu juntamente com Heino Falcke a Medalha Henry Draper de 2021.